# Nina Kennedy
Nina Kennedy (Busselton, 5 aprile 1997) è un'astista australiana.

## Biografia
Kennedy si è approcciata all'atletica leggera nel 2010 gareggiando nelle corse ad ostacoli, nella velocità e nel salto con l'asta. In quest'ultima disciplina si è specializzata ed ha preso parte alle prime competizioni internazionali a partire dal 2013. Nel 2015 debutta tra i seniores ai Mondiali di Pechino e conquista la sua prima medaglia ai Giochi del Commonwealth di Gold Coast nel 2018, vincendo un bronzo alle spalle della canadese Alysha Newman e della neozelandese Eliza McCartney. Nel 2022 conquista la medaglia di bronzo ai mondiali di Eugene; nella rassegna iridata dell'anno successivo a Budapest, invece, si laurea campionessa del mondo (ex aequo con la statunitense Katie Moon), timbrando nell'occasione anche il nuovo record nazionale australiano con la misura di 4,90 m. Sale sul gradino più alto del podio anche ai Giochi olimpici estivi di Parigi 2024, saltando nuovamente in 4,90 metri.

## Palmarès
| Anno | Manifestazione          | Sede       | Evento           | Risultato | Prestazione | Note                                     |
| ---- | ----------------------- | ---------- | ---------------- | --------- | ----------- | ---------------------------------------- |
| 2013 | Mondiali U18            | Donec'k    | Salto con l'asta | 5ª        | 4,05 m      |                                          |
| 2014 | Mondiali U20            | Eugene     | Salto con l'asta | 4ª        | 4,40 m      |                                          |
| 2015 | Mondiali                | Pechino    | Salto con l'asta | nm (q)    | nm (q)      |                                          |
| 2016 | Mondiali U20            | Bydgoszcz  | Salto con l'asta | nm (q)    | nm (q)      |                                          |
| 2018 | Mondiali indoor         | Birmingham | Salto con l'asta | 8ª        | 4,60 m      |                                          |
| 2018 | Giochi del Commonwealth | Gold Coast | Salto con l'asta | Bronzo    | 4,60 m      |                                          |
| 2021 | Giochi Olimpici         | Tokyo      | Salto con l'asta | 22ª (q)   | 4,40 m      |                                          |
| 2022 | Mondiali                | Eugene     | Salto con l'asta | Bronzo    | 4,80 m      | Miglior prestazione personale stagionale |
| 2022 | Giochi del Commonwealth | Birmingham | Salto con l'asta | Oro       | 4,60 m      |                                          |
| 2023 | Mondiali                | Budapest   | Salto con l'asta | Oro       | 4,90 m      | =                                        |
| 2024 | Giochi olimpici         | Parigi     | Salto con l'asta | Oro       | 4,90 m      | Miglior prestazione personale stagionale |

## Altre competizioni internazionali
2022
- Vincitrice della Diamond League nella specialità del salto con l'asta

2024
- Vincitrice della Diamond League nella specialità del salto con l'asta